# أوتوبان

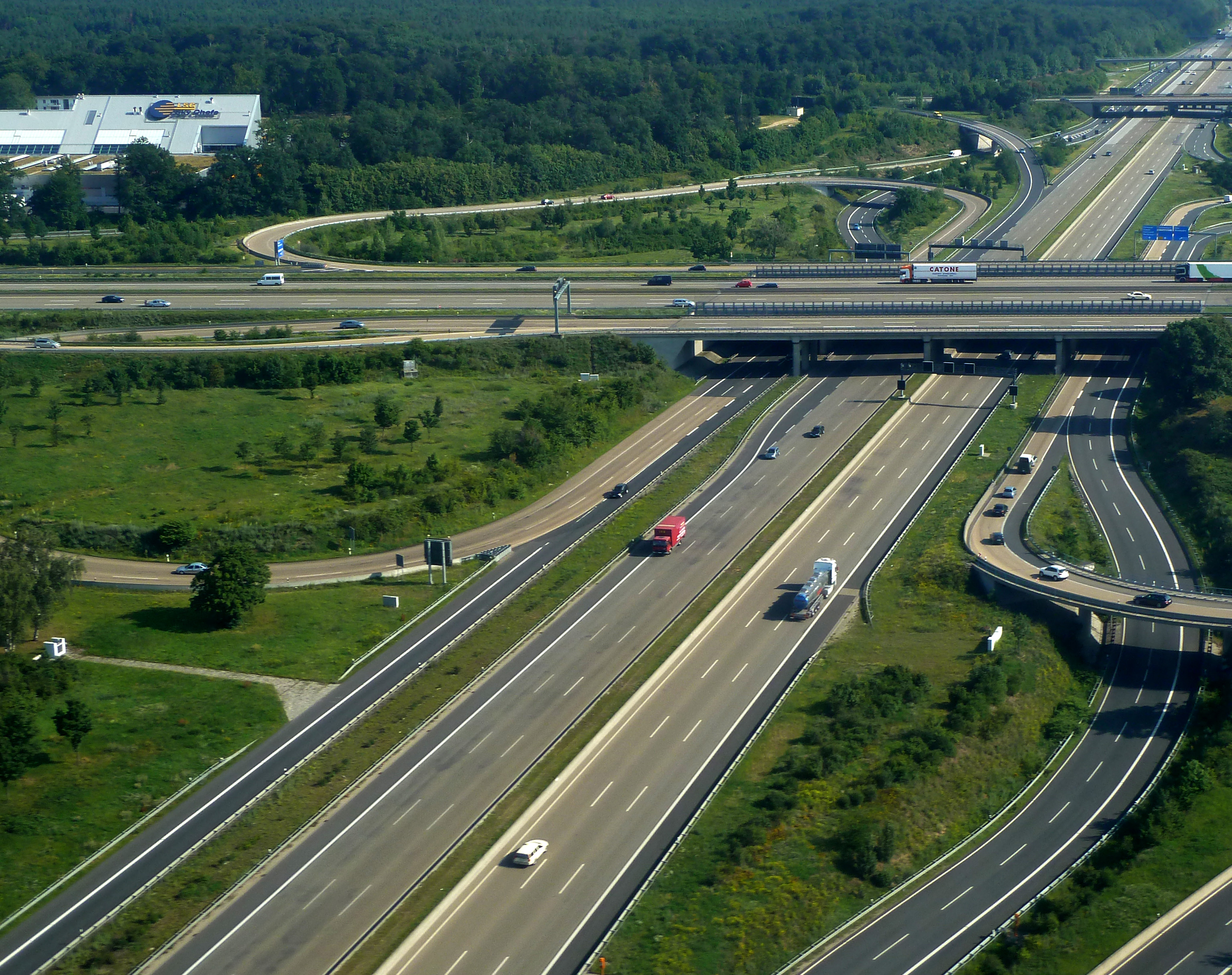
A 3 وA 5 في Frankfurter Kreuz بالقرب من فرانكفورت

الأوتوبان (تُلفظ بالألمانية: [ˈʔaʊtoˌba:n]  ( سماع) وصلة=| عن هذا الصوت الجمع الألماني Autobahnen) هو نظام الطرق السريعة الخاضع للرقابة الفيدرالية في ألمانيا. المصطلح الألماني الرسمي هو Bundesautobahn (صيغة الجمع Bundesautobahnen، اختصار BAB)، والذي يترجم إلى «الطريق الفيدرالي السريع».
الأوتوبان هو شارع في اتجاهين. كل اتجاه لديه على الأقل مسارين. وفي وسط الاتجاهين هناك فاصل إما عن طريق الجدران الإسمنتية أو الأسوار الحديدية. عادة يكون الأوتوبان مصمماً بشكل خال من المنحنيات الضيقة والارتفاعات المتفاوتة والتقاطعات. ونادراً ما تجد أوتوبان بأكثر من 3 مسارات. الأوتوبان معروف على نطاق واسع بعدم وجود حد أعلى لسرعة لبعض فئات المركبات. ومع ذلك، يتم وضع قيود (وفرضها) في المناطق الحضرية أو في المناطق المعرضة للحوادث، أو قيد الإنشاء. على امتدادات السرعة غير المقيدة، هناك حد أقصى للسرعة المستحسنة (Richtgeschwindigkeit) تكون 130 كيلومتر في الساعة (81 ميل/س). على الرغم من أن القيادة بشكل أسرع ليست غير قانونية في حالة عدم وجود حد للسرعة، يمكن أن تتسبب في زيادة المسؤولية في حالة حدوث تصادم (والتي يجب على تأمين السيارات الإلزامي أن يغطيها)؛ قضت المحاكم بأن «السائق المثالي» المعفي من المسؤولية المطلقة من الضرر «المحتوم» بموجب القانون لن يتجاوز السرعة المستحسنة.
أفاد تقرير صادر عن المعهد الفيدرالي لبحوث الطرق في عام 2017 أنه في عام 2015، كان 70.4 في المائة من شبكة أوتوبان لها الحد الأقصى للسرعة المستحسنة فقط، و6.2 في المائة لها حدود مؤقتة للسرعة بسبب ظروف الطقس أو المرور، و23.4 في المائة لها حدود دائمة للسرعة. أظهرت قياسات ولاية براندنبورغ الألمانية في عام 2006 متوسط سرعات بلغ 142 كيلومتر في الساعة (88 ميل/س) على قسم من 6 حارات من الطريق السريع في ظروف التدفق الحر.

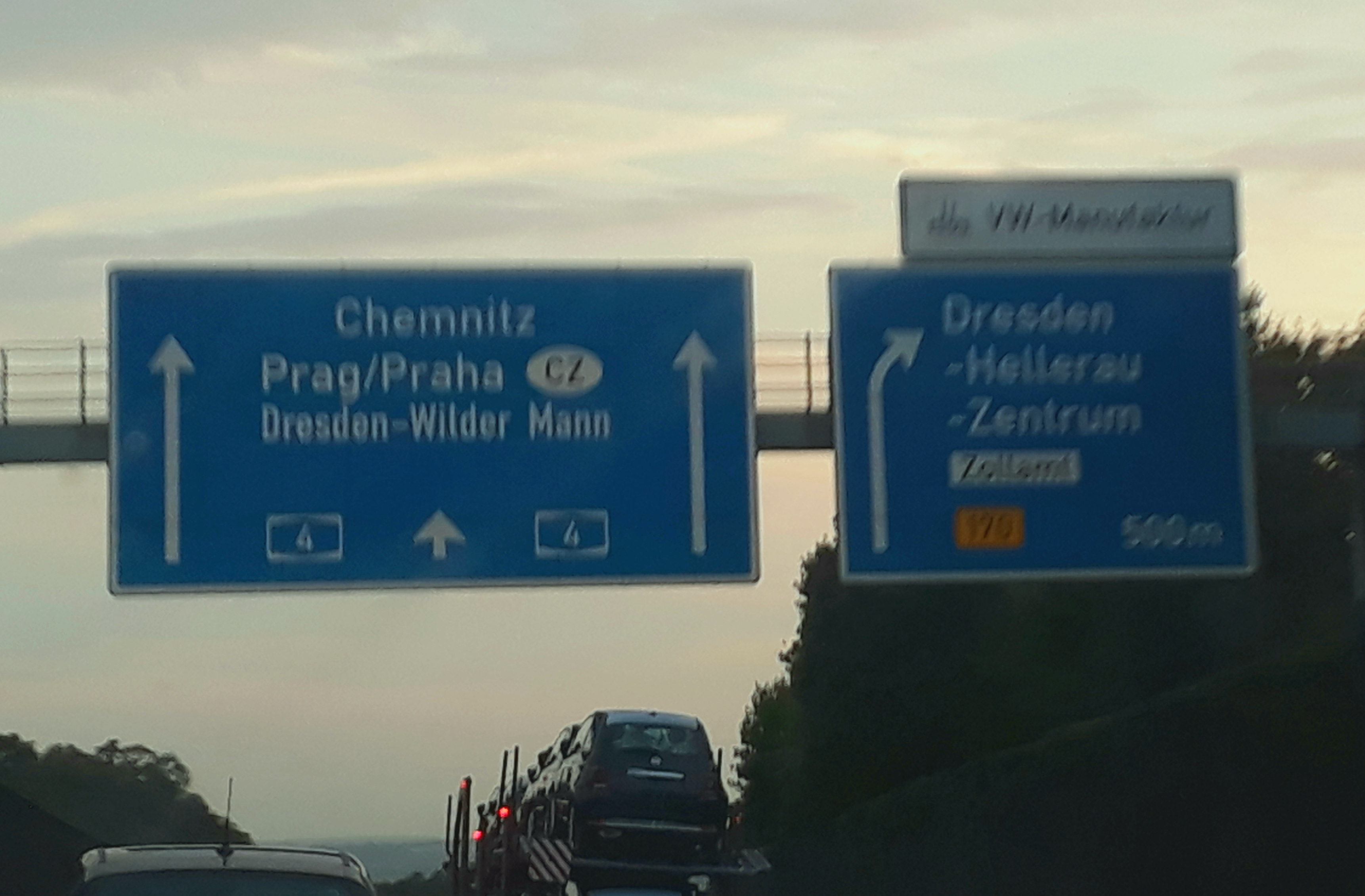
علامة 4 أوتوبان بالقرب من درسدن

## أسماء
تُسمى Bundesautobahn فقط الطرق السريعة التي يتم الوصول إليها والتي يتم التحكم فيها والتي يتم بناؤها اتحاديًا والتي تحتوي على معايير بناء معينة بما في ذلك مساران على الأقل في كل اتجاه. لديها علامات بيضاء خاصة ونظام ترقيم. في الثلاثينيات، عندما بدأ بناء النظام، كان الاسم الرسمي الرايخ أوتوبان. توجد العديد من الطرق السريعة الأخرى التي يمكن التحكم فيها على المستوى الاتحادي (Bundesstraße) والولاية (Landesstraße) والمقاطعة والبلدية ولكنها ليست جزءًا من شبكة أوتوبان ويشار إليها رسميًا باسم Kraftfahrstraße (مع استثناءات نادرة مثل A 995 ميونيخ-جيسينج-برونتهال). تُعتبر هذه الطرق السريعة autobahnähnlich (مثل اوتوبان) وتُسمى أحيانًا بالعامية Gelbe Autobahn (autobahn الصفراء) لأن معظمها هي Bundesstraßen (الطرق السريعة الفيدرالية) مع علامات صفراء. يتم تصنيف بعض الطرق السريعة التي يمكن التحكم فيها على أنها "Bundesautobahn" على الرغم من عدم استيفائها لمعايير بناء اوتوبان (على سبيل المثال A 62 بالقرب من بيرمازنز).
على غرار بعض الكلمات الألمانية الأخرى، عادة ما يُفهم مصطلح اوتوبان عند استخدامه باللغة الإنجليزية للإشارة بشكل خاص إلى نظام الطرق السريعة الوطني في ألمانيا، بينما يتم تطبيق كلمة اوتوبان في ألمانيا على أي طريق سريع يتم التحكم فيه في أي بلد. لهذا السبب، فإن مصطلح Bundesautobahn الأكثر تحديدًا في ألمانيا يُفضل بشدة عندما يكون القصد هو الإشارة بشكل محدد إلى شبكة اوتوبان الألمانية.

## أعمال بناء

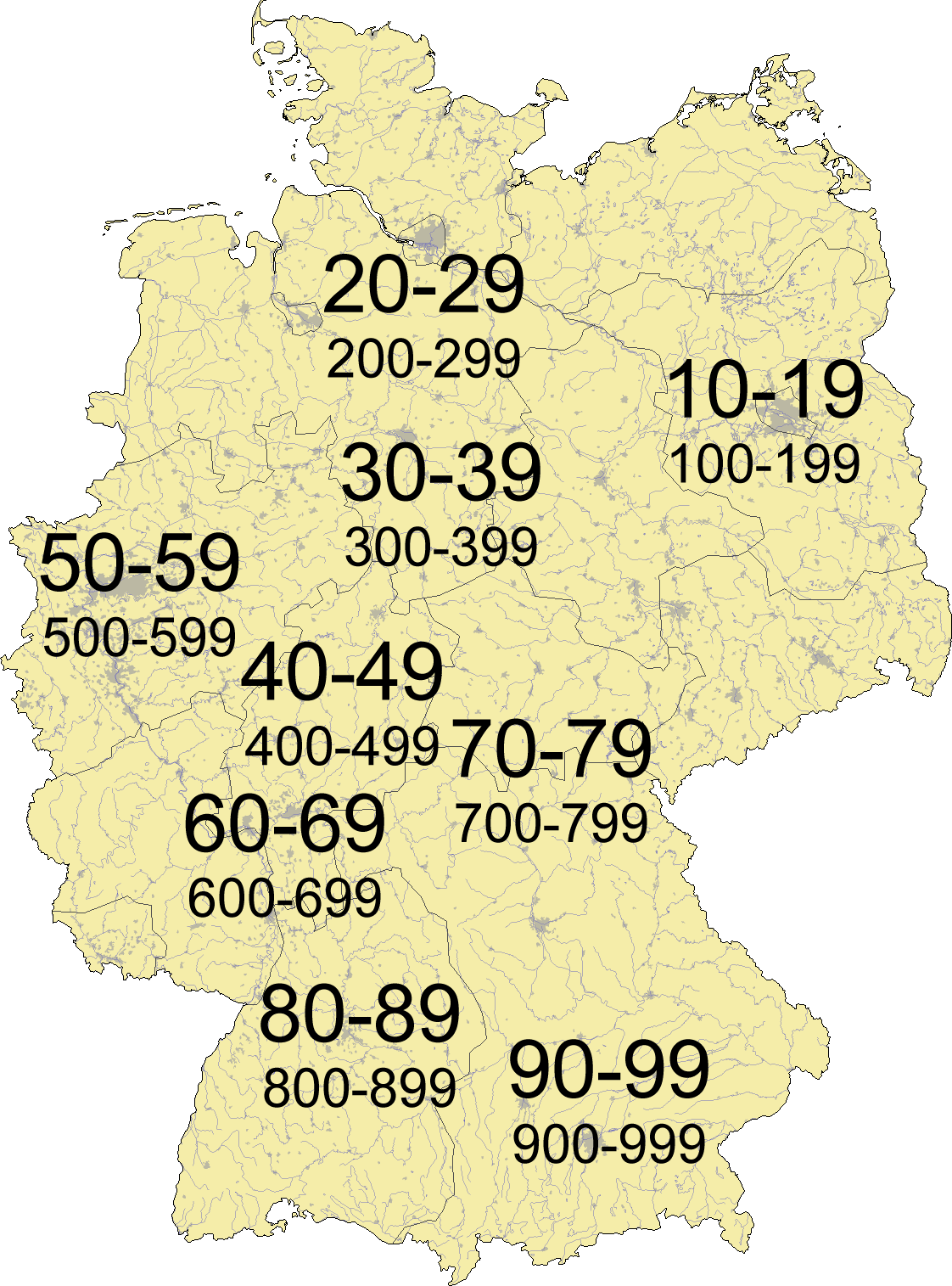
نمط أوتوبان من 10 إلى 999

## التاريخ

### السنوات المبكرة
تم تصميم فكرة الأوتوبان لأول مرة في منتصف العشرينات من القرن الماضي خلال أيام جمهورية فايمار، لكن البناء كان بطيئًا، ولم تتقدم معظم الأقسام المتوقعة كثيرًا إلى ما بعد مرحلة التخطيط بسبب المشكلات الاقتصادية ونقص الدعم السياسي. كان أحد المشاريع هو مبادرة رابطة إعداد طرق المدن الهانزية السريعة - فرانكفورت - بازل (رابطة إعداد طرق المدن الهانزية السريعة - فرانكفورت - بازل) التي خططت لـ«طريق سيارات فقط» تعبر ألمانيا من هامبورغ في الشمال عبر وسط فرانكفورت إلى بازل في سويسرا. تم الانتهاء من أجزاء من HaFraBa في أواخر الثلاثينات وأوائل الأربعينات، ولكن في نهاية المطاف توقف البناء بسبب الحرب العالمية الثانية.
في عام 1932 تم افتتاح أول طريق عام في ألمانيا، يربط بين مدينتي بون وكولونيا أفتتحه كونراد أديناور (عمدة كولونيا والمستشار المستقبلي لألمانيا الغربية) في 6 أغسطس 1932. ولا يزال هذا الطريق السريع الذي يحمل اسم Bundesautobahn 555 موجوداً حتى يومنا هذا. وكان يبلغ طوله آنذاك 20 كيلومتراً، فيما كانت السرعة المسموح بها لا تتعدى 120 كيلومتراً في الساعة، فيما كانت سرعة معظم السيارات آنذاك لا تتجاوز 60 كيلومتراً في الساعة. لم يتم تسمية هذا الطريق وتوبان بعد، وافتقر إلى حاجز وسط الطريق مثل الطرق السريعة الحديثة، ولكن بدلا من ذلك كان يطلق عليه Kraftfahrstraße («طريق السيارات») بمسارين في كل اتجاه دون تقاطعات أو ممرات مشاة والدراجات أو وسائل النقل التي تستخدم الحيوانات.

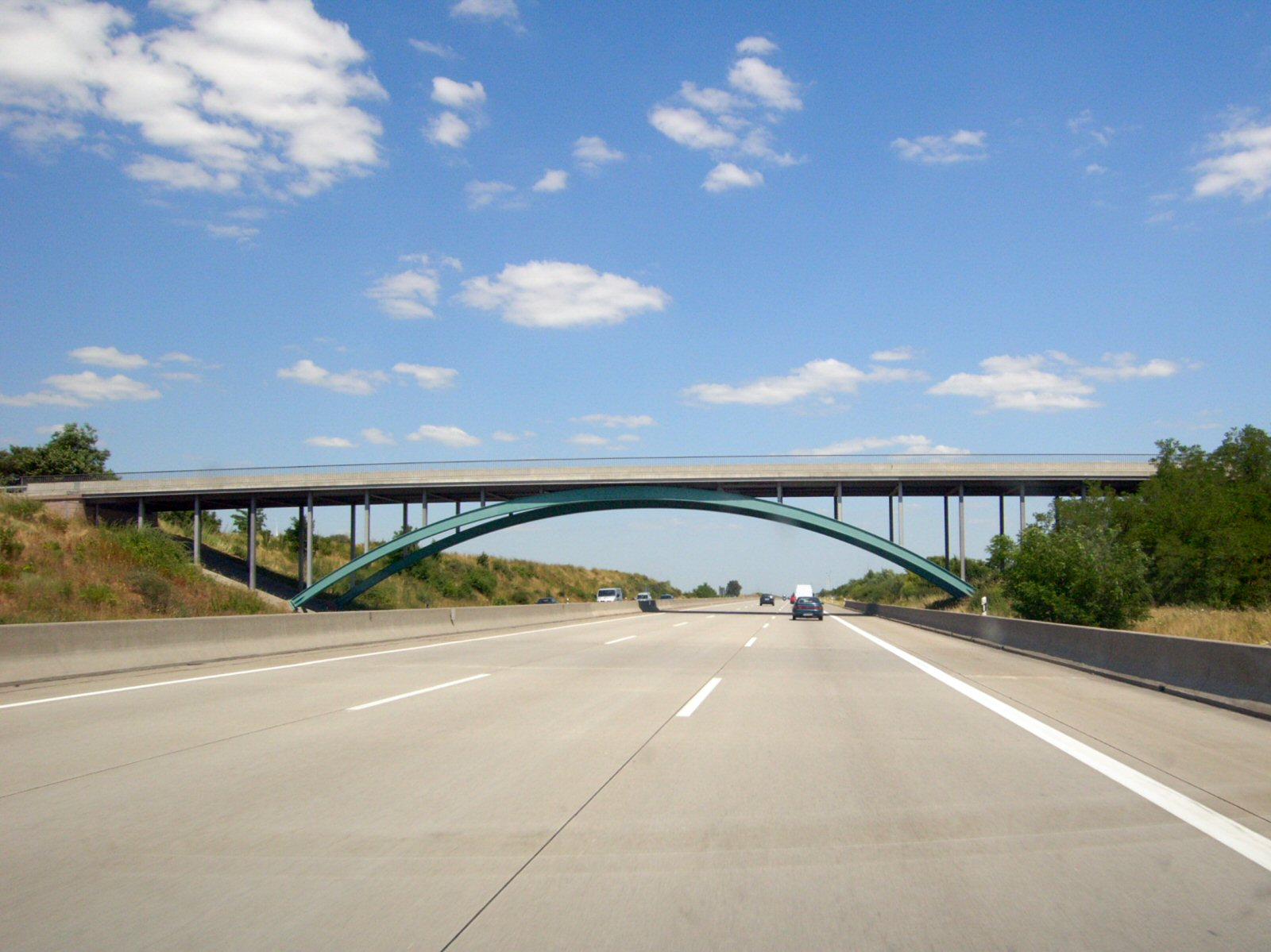
أحد الجسور الخالية من حاجز وسط الطريق فوق Dessauer Rennstrecke سابقا على طريق A 9

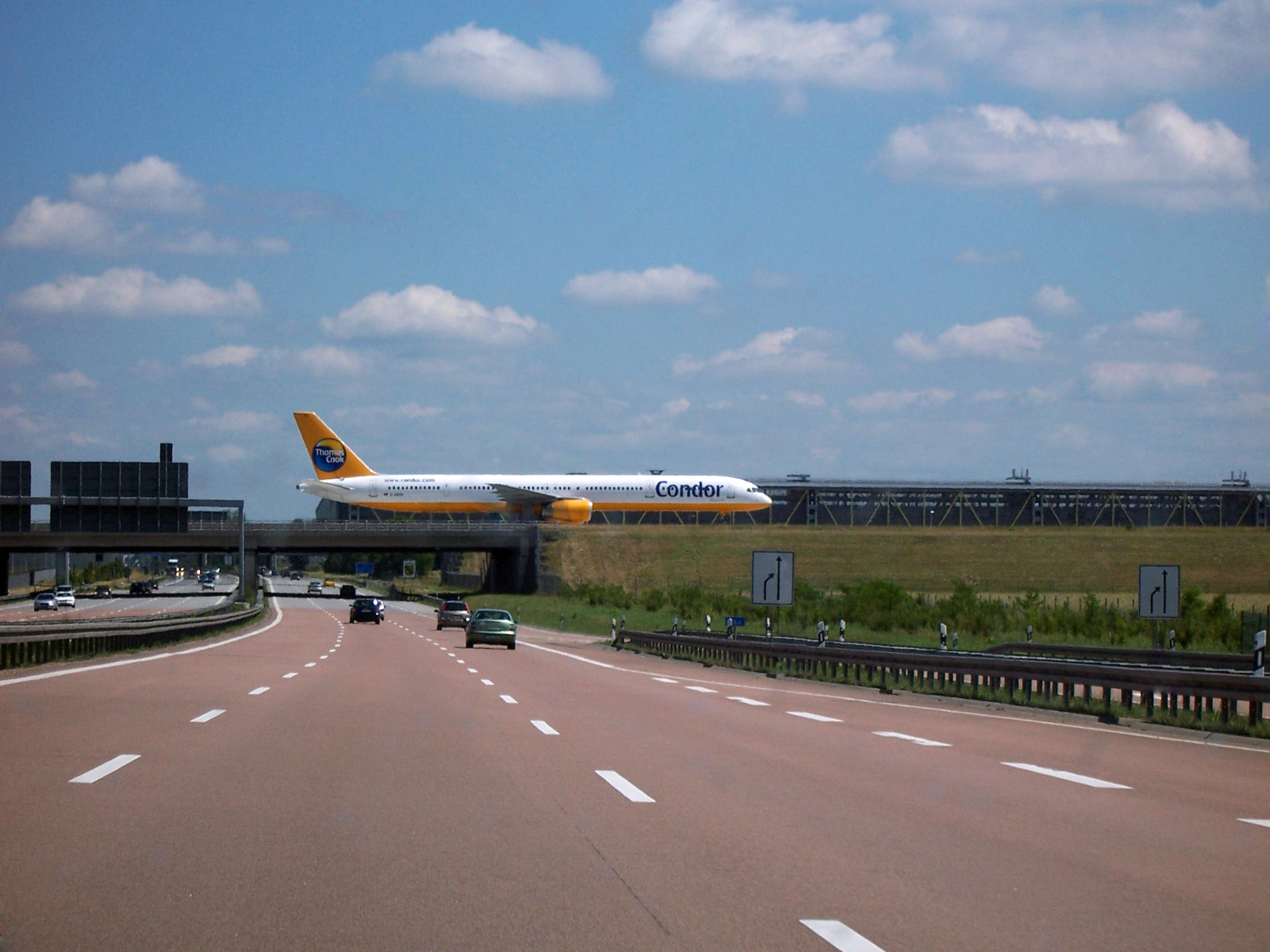
سيارة أجرة تعبر الطريق السريع في مطار لايبزيغ هالي

### الثلاثينات
بعد أيام قليلة من إستيلاء النازية على السلطة عام 1933، تبنى أدولف هتلر بحماس مشروع بناء أوتوبان، وعين فريتز تودت، المفتش العام لإنشاء الطرق الألمانية لقيادته. بحلول عام 1936، كان هناك 130,000 عامل يعملون مباشرة في البناء، بالإضافة إلى 270,000 عامل إضافي في سلسلة التوريد لمعدات البناء والصلب والخرسانة واللافتات ومعدات الصيانة إلخ. في المناطق الريفية، تم بناء معسكرات جديدة لإيواء العمال بالقرب من مواقع البناء. لم يكن جانب برنامج خلق فرص العمل ذا أهمية خاصة لأنه تم الحصول على العمالة الكاملة تقريبًا بحلول عام 1936. لم يكن هدف الأوتوبان في المقام الأول على تحسين البنية التحتية الرئيسية ذات قيمة خاصة للجيش كما ذكر في كثير من الأحيان. كانت قيمتها العسكرية محدودة لأن جميع عمليات النقل العسكرية الرئيسية في ألمانيا تمت بالقطار لتوفير الوقود. حولت وزارة الدعاية بناء الأوتوبان إلى حدث إعلامي كبير جذب الانتباه الدولي.
شكل الأوتوبان أول شبكة طرق سريعة محدودة الوصول في العالم، مع افتتاح القسم الأول من طريق فرانكفورت -دارمشتات في عام 1935. تم استخدام هذا الطريق لإجراء إختبارات كسر سرعة من قبل فرق سباقات Grand Prix ومرسيدس-بنز وأوتو يونيون حتى وقوع حادث مميت شارك فيه سائق السباق الألماني الشهير Bernd Rosemeyer في أوائل عام 1938. حقق رودولف كاراتشولا الرقم القياسي العالمي بسرعة 432 كيلومتر في الساعة (268 ميل/س) قبل وقوع الحادث لا يزال واحدا من أعلى السرعات التي تحققت على الإطلاق على الطرق السريعة العامة. كانت هناك نية مماثلة في ثلاثينيات القرن الماضي لسيارات مثل مرسيدس بنز تي80 لتسجيل رقم قياسي في يناير 1940 على طريق طوله عشرة كيلومترات لما يعرف اليوم بـBundesautobahn 9 جنوب ديساو مباشرة - سمي سابقا Dessauer Rennstrecke، تم التخلي عنها بسبب اندلاع الحرب العالمية الثانية في أوروبا قبل أربعة أشهر.

### الحرب العالمية الثانية
خلال الحرب العالمية الثانية، تم رصف فاصل الطريق الأوسط لبعض مسارات الأوتوبان للسماح بتحويلها إلى مهابط طائرات مساعدة. كانت الطائرات إما مخبأة في العديد من الأنفاق أو مموهة في الغابات القريبة. ومع ذلك، بالنسبة للجزء الأكبر خلال الحرب، لم تكن الأوتوبان مهمة من الناحية العسكرية. لا تستطيع المركبات، مثل الشاحنات، نقل البضائع أو القوات بالسرعة أو بأحجام كبيرة وبنفس الأعداد التي يمكن أن توفرها القطارات، ولا يمكن استخدام الدبابات على طرق الاوتوبان لأن أوزانها وجنازير كاتربيلر قد أضرت بسطح الطريق. أدى النقص العام في البنزين في ألمانيا خلال جزء كبير من الحرب، وكذلك قلة عدد الشاحنات والمركبات الآلية اللازمة للدعم المباشر للعمليات العسكرية، إلى انخفاض أهمية الطريق السريع. نتيجة لذلك، تم نقل معظم الشحنات العسكرية والتجارية بواسطة السكك الحديدية. بعد الحرب، كانت إجزاء عديدة من الأوتوبان في حالة سيئة، تضررت بشدة من قصف الحلفاء والأعمال العسكرية. علاوة على ذلك، فإن آلاف الكيلومترات من الأوتوبان لم يتم الغنتهاء منها، وقد توقف بناءها بحلول عام 1943 بسبب تزايد الطلب على المجهود الحربي.

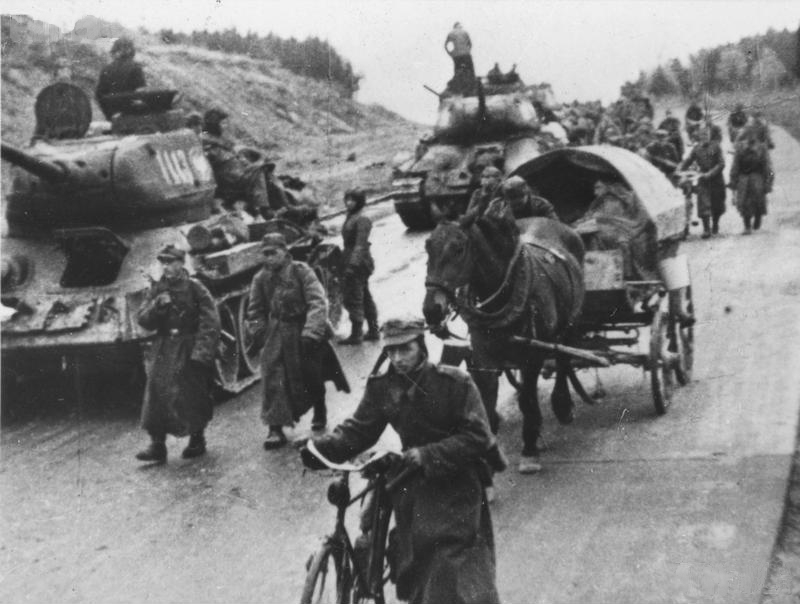
الدبابات التابعة للجيش البولندي في طريقها إلى برلين باستخدام أوتوبان الألمانية في نهاية الحرب العالمية الثانية عام 1945

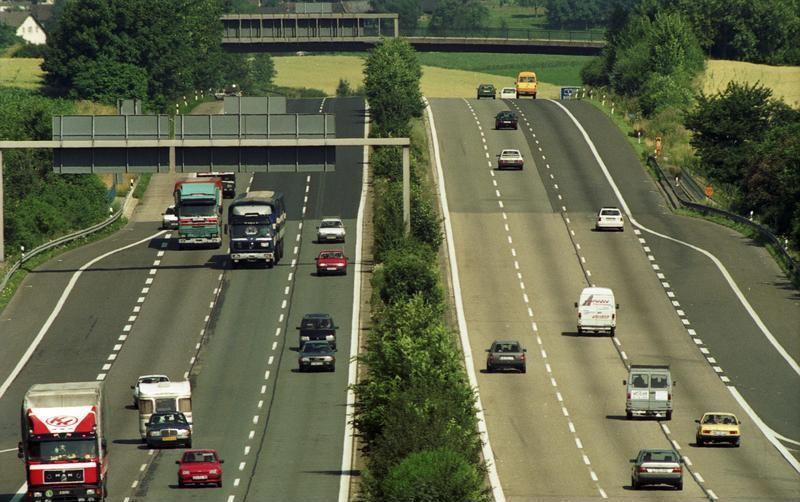
إيه 3 في عام 1991

### ألمانيا الغربية: 1949-1990
في ألمانيا الغربية، تم إصلاح معظم طرق الأوتوبان الحالية بعد فترة وجيزة من الحرب. خلال الخمسينيات، استأنفت حكومة ألمانيا الغربية برنامج البناء. استثمرت في أقسام جديدة وفي التحسينات على الأقسام القديمة. استغرق الانتهاء من المقاطع غير المكتملة وقتًا أطول، مع فتح بعض الامتدادات لحركة المرور بحلول الثمانينيات. بعض الأقسام التي قطعها الستار الحديدي عام 1945 لم تكتمل إلا بعد إعادة توحيد ألمانيا في عام 1990. آخرى لم تكتمل قط، حيث تم العثور على طرق أكثر فائدة. تمتد بعض هذه الأقسام غير المكتملة حتى يومنا هذا عبر المناظر الطبيعية لتشكل نوعًا فريدًا من الخراب الحديث، وغالبًا ما يكون مرئيًا بسهولة على صور الأقمار الصناعية.

### ألمانيا الشرقية: 1949-1990
تم إهمال طرق أوتوبان في ألمانيا الشرقية بالمقارنة مع تلك الموجودة في ألمانيا الغربية بعد عام 1945. تم استخدام اوتوبان شرق ألمانيا في المقام الأول لحركة المرور العسكرية والمركبات الزراعية أو التصنيع المملوك للدولة. كان الحد الأقصى للسرعة على اوتوبان ألمانيا الشرقية 100 كيلومتر في الساعة (62 ميل/س)؛ ومع ذلك، فقد تم وضع حدود منخفضة على السرعة بسبب ظروف الطريق السيئة أو المتغيرة بسرعة. تم تطبيق حدود السرعة على أوتوبان بصرامة من قبل شرطة الشعب الألمانية، التي كانت سيارات دورياتها مموهة ومختبئة في انتظار سائقي السيارات.

### لم الشمل: 1990 إلى يومنا هذا
آخر 4 كيلومتر (2.5 ميل) من اوتوبان الرايخ (طريق سريع أيام النازية) الأصلي الباقي، وهو جزء من الطريق السريع 11 شمال شرق برلين بالقرب من غارتس بنيت في عام 1936 - أقصى الغرب من Berlinka لم تنته بعد - من المقرر استبداله في عام 2015. وصف حالة الطريق بأنها "مؤسفة.

## الطول
|                  | عام  | كم    |                   |      | عام    | كم |
| Nazi-era Germany | 1935 | 108   | West Germany      | 1975 | 5,742  |    |
| Nazi-era Germany | 1936 | 1,086 | West Germany      | 1980 | 7,292  |    |
| Nazi-era Germany | 1937 | 2,010 | West Germany      | 1985 | 8,198  |    |
| Nazi-era Germany | 1938 | 3,046 | West Germany      | 1990 | 8,822  |    |
| Nazi-era Germany | 1939 | 3,300 | reunified Germany | 1995 | 11,143 |    |
| Nazi-era Germany | 1940 | 3,736 | reunified Germany | 2000 | 11,515 |    |
| West Germany     | 1950 | 2,128 | reunified Germany | 2005 | 12,174 |    |
| West Germany     | 1955 | 2,187 | reunified Germany | 2010 | 12,813 |    |
| West Germany     | 1960 | 2,551 | reunified Germany | 2015 | 12,949 |    |
| West Germany     | 1965 | 3,204 | reunified Germany | 2016 | 12,993 |    |
| West Germany     | 1970 | 4,110 | reunified Germany | 2017 | 12,996 |    |
| On 1 January     |      |       |                   |      |        |    |

## طرق سريعة بناها الرايخ في بلدان أخرى
أول أوتوبان في النمسا كان أوتوبان الغربي من والس بالقرب من سالزبورغ إلى فيينا. بدأ البناء بقيادة أدولف هتلر بعد فترة وجيزة من آنشلوس في عام 1938. تم توسيع طريق الرايخ السريع 26 من ميونيخ (في الوقت الحاضر A 8)، 16.8 كيلومتر (10.4 ميل) فقط. بما في ذلك فرع فرع تاورن أوتوبان المزمع فتحه للجمهور في 13 سبتمبر 1941. توقفت أعمال البناء في العام التالي ولم تستأنف حتى عام 1955.
هناك أجزاء من نظام الرايخ اوتوبان الألماني السابق في المناطق الشرقية السابقة لألمانيا، أي بروسيا الشرقية وأقصى بوميرانيا وسيليزيا؛ أصبحت هذه المناطق أجزاء من بولندا والاتحاد السوفيتي مع ترسيم الحدود عند خط أودر-نايسه بعد الحرب العالمية الثانية. تم الانتهاء من أجزاء من أوتوبان المخطط له الذي يربط برلين إلى كونيغسبرغ (بيرلينكا) حتى (شتشيتسين) في 27 سبتمبر 1936. بعد الحرب، تم دمجهم كأوتوستراد A6 لشبكة الطرق السريعة البولندية. في عام 1938، افتتح في عام 1938 قسم واحد لطريق بيرلينكا شرق «الممر البولندي» ومدينة دانزيغ الحرة. وهي تشكل اليوم الطريق السريع البولندي S22 منالبلنغ إلى الحدود مع منطقة أوبلاست كالينينغرادسكايا الروسية وصولا إلى الطريق الإقليمي أر516. في 27 سبتمبر 1936، تم افتتاح جزء من طريق بريسلاو (فروتسلاو) إلى ليغنيتز (ليجنيكا) في سيليزيا، والذي أصبح اليوم جزءًا من Autostrada البولندية A4.
بعد الاحتلال الألماني لتشيكوسلوفاكيا، تم تنفيذ خطط لإنشاء طريق سريع يربط بين بريسلاو وفيينا عبر برنو (برون) في «محمية بوهيميا ومورافيا» منذ عام 1939 حتى توقف أعمال البناء في عام 1942. جزء من طريق Strecke 88 سابقا بالقرب من Brno هو اليوم جزء من الطريق السريع D52 في جمهورية التشيك. يوجد أيضًا جسر بوروفسكو المعزول والمهجور والموجود في جنوب شرق براغ، والذي بدأ البناء فيه في يوليو 1939 وتوقف بعد اغتيال رينهارد هايدريش من قبل جنود الجيش التشيكي السابق في نهاية مايو 1942.

## كثافة التيار
اعتبارًا من 2016، بلغ طول شبكة أوتوبان الألمانية حوالي 12,993   كم. ابتداءً من عام 2009، شرعت ألمانيا في تنفيذ مشروع ضخم للتوسع وإعادة التأهيل، مما أدى إلى توسيع عدد المسارب في العديد من طرق الشرايين الرئيسية، مثل الطريق السريع A 5 في الجنوب الغربي وA 8 باتجاه الشرق والغرب.

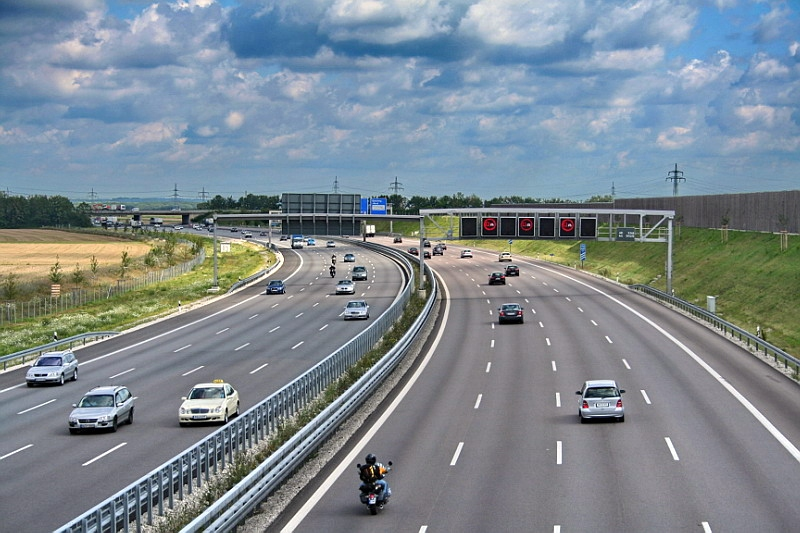
أوتوبان 9 بالقرب من ميونيخ ب8 مسارب

معظم أقسام أوتوبان الألمانية لها مساران أو ثلاثة، وأحيانًا أربعة في كل اتجاه بالإضافة إلى ممر للطوارئ (الكتف). هناك أجزاء قليلة بها مساران فقط في كل اتجاه بدون ممرات للطوارئ.
بلغت كثافة الطرق السريعة في ألمانيا 36 كيلومترًا لكل ألف كيلومتر مربع في عام 2016، بالقرب من البلدان الأصغر المجاورة (هولندا وبلجيكا ولوكسمبورغ وسويسرا وسلوفينيا).

## المرافق

### هواتف الطوارئ
يتم توزيع حوالي 16000 هاتف طوارئ على فترات منتظمة على طول شبكة أوتوبان. على الرغم من الاستخدام المتزايد للهواتف المحمولة، لا يزال هناك حوالي 700 مكالمة يتم إجراؤها منها يوميًا في المتوسط.

### وقوف السيارات، وأماكن الراحة، وتوقف الشاحنات

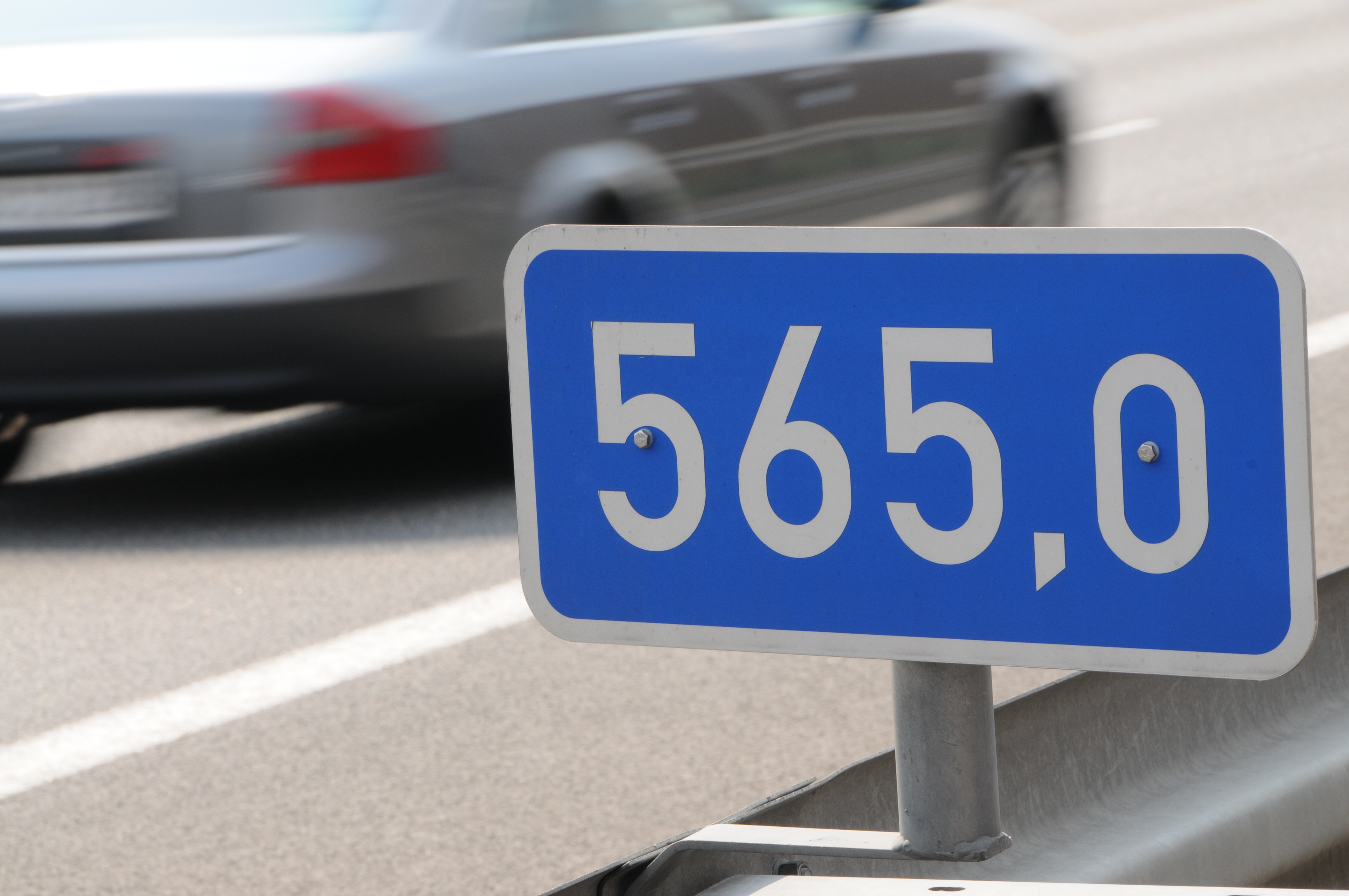
علامة طريق بالكيلومتر بالقرب من مانهايم

بالنسبة للاستراحات أثناء الرحلات الطويلة، يتم توزيع مواقع وقوف السيارات وأماكن الراحة وتوقف الشاحنات عبر شبكة اوتوبان بالكامل. يحظر وقوف السيارات على جانبي الطريق السريع خارج هذه المناطق المخصصة. هناك فرق بين مناطق الراحة «المدارة» و «غير المُدارة». (الألمانية: bewirtschaftet / unbewirtschaftet).
أماكن الراحة غير المدارة هي أماكن وقوف السيارات فقط، وتوفر أحيانًا المراحيض. أنها تشكل جزءًا من نظام الطرق السريعة الألماني؛ قطع الأراضي هي ملكية فدرالية. يتم تمييز مخارج الاوتوبان المؤدية إلى أماكن وقوف السيارات هذه قبل 200 متر (660 قدم) على الأقل (معظمها 500 متر (1,600 قدم) بعلامة زرقاء مكتوب عليها حرف "P" بالأزرق. عادة ما يتم العثور عليها كل بضعة كيلومترات، بعضها يحمل أسماء محلية أو تاريخية.
تتضمن منطقة الاستراحة المدارة (الألمانية: Autobahnraststätte أو Raststätte باختصار) أيضًا محطة تعبئة ومحطة شحن ومراحيض ودورات مياه. تحتوي معظم مناطق الراحة هذه على مطاعم ومحلات وهواتف عامة وخدمة إنترنت وملعب. بعضها يضم الفنادق. يشار لهذه المناطق بلافتات كل 50 كيلومتر (31 ميل) أو نحو ذلك، عادة ما تكون مناطق الراحة مفتوحة طوال الليل.
يوجد كلا النوعين من مناطق الراحة مباشرة على الطريق السريع، بمخارجهما الخاصة، وعادة ما تكون أي طرق خدمة تربطهما بباقي شبكة الطرق مغلقة أمام حركة المرور العامة.
```
Truck stops (German 
Autohof
, plural 
Autohöfe
) are large filling stations located at general exits, usually at a small distance from the autobahn, combined with fast food facilities and/or restaurants, but have no ramps of their own. They mostly sell fuel at normal price level while the 
Raststätten
 fuel prices are significantly higher.
```

تظهر لافتات توضيحية كلما اقترب السائق من مناطق الاستراحات وتوقف الشاحنات عدة مرات، بدءًا بعدة كيلومترات ثم تقل، وتتضمن علامات كبيرة تتضمن غالبًا أيقونات تعلن عن أنواع المرافق التي يمكن أن يتوقعها المسافرون مثل الفنادق ومحطات الوقود ومناطق الراحة إلخ.

## حدود السرعة
تشتهر طرق الأوتوبان بعدم وجود حد أقصى للسرعة. لذلك، يُسمح المرء أن يقود سيارته بالسرعة التي يريدها. ولكن وفي نفس الوقت، يختلف هذا الأمر في الكثير من الأماكن، حيث يتم تحديد السرعة ولا يسمح للمرء بالقيادة بسرعة تزيد مثلاً عن 120 كلم/الساعة. والسبب وراء تحديد السرعة هو مسألة السلامة 
يتم فرض قيود معينة على بعض فئات المركبات:
| 60 كيلومتر في الساعة (37 ميل/س)  | - حافلات الركوب (حالة وقوف الركاب) - الدراجات النارية التي تسحب المقطورات                                  |
| 80 كيلومتر في الساعة (50 ميل/س)  | - المركبات التي يزيد وزنها عن 3.5 طن (باستثناء سيارات الركاب) - سيارات الركاب والشاحنات بمقطورات - الباصات |
| 100 كيلومتر في الساعة (62 ميل/س) | - سيارات الركوب التي تجر مقطورات ل100 كم / ساعة - الحافلات ل100 كم / ساعة لا تسحب مقطورات                  |

بالإضافة إلى ذلك، يتم تحديد حدود لسرعة في المنحدرات وخارجها  ونقاط الخطر الأخرى مثل الأقسام قيد الإنشاء أو في حاجة إلى الإصلاح.
عند عدم وجود حد عام لسرعة، يكون الحد الأقصى للسرعة المستحسنة هو 130 كيلومتر في الساعة (81 ميل/س)، المشار إليها في الألمانية باسم Richtgeschwindigkeit.
أستنتج المعهد الفيدرالي لبحوث الطرق (Bundesanstalt für Straßenwesen) معلومات حول أنظمة السرعة في الاوتوبان من الولايات الست عشرة وأبلغ عن ما يلي، مقارنةً بعامي 2006 و2008:
| المعلمة                               | 2006     | 2008     | يتغيرون |
| ------------------------------------- | -------- | -------- | ------- |
| اوتوبان بطول كلي                      | 24735 كم | 25240 كم | +505 كم |
| لا يوجد حد لسرعة (الحد المستحسن فقط)  | 69.2٪    | 65.5٪    | -580 كم |
| الحد المتغير (بحد مستحسن أقصى)        | 4.2٪     | 4.1٪     | -5 كم   |
| الحد الأقصى للسرعة الدائمة أو المؤقتة | 26.7٪    | 30.4٪    | 1090 كم |

ما عدا مواقع البناء، عادة ما تكون حدود السرعة، بين 100 كيلومتر في الساعة (62 ميل/س) و130 كيلومتر في الساعة (81 ميل/س) ؛ في مواقع البناء عادة ما يكون الحد الأقصى للسرعة 80 كيلومتر في الساعة (50 ميل/س) بحد ادنى حتى 60 كيلومتر في الساعة (37 ميل/س). في حالات نادرة، قد يكون لأجزاء حدود 40 كيلومتر في الساعة (25 ميل/س)،  أو على منحدر 30 كيلومتر في الساعة (19 ميل/س). بعض الامتدادات لها حدود سرعة منخفضة أثناء الطقس الرطب. بعض المناطق لديها الحد الأقصى للسرعة 120 كيلومتر في الساعة (75 ميل/س) في للحد من التلوث الضوضائي خلال ساعات الليل (عادةً 10 مساءً)   - 6 صباحًا) أو بسبب زيادة حركة المرور خلال النهار (6 صباحًا   - 8 مساءً).

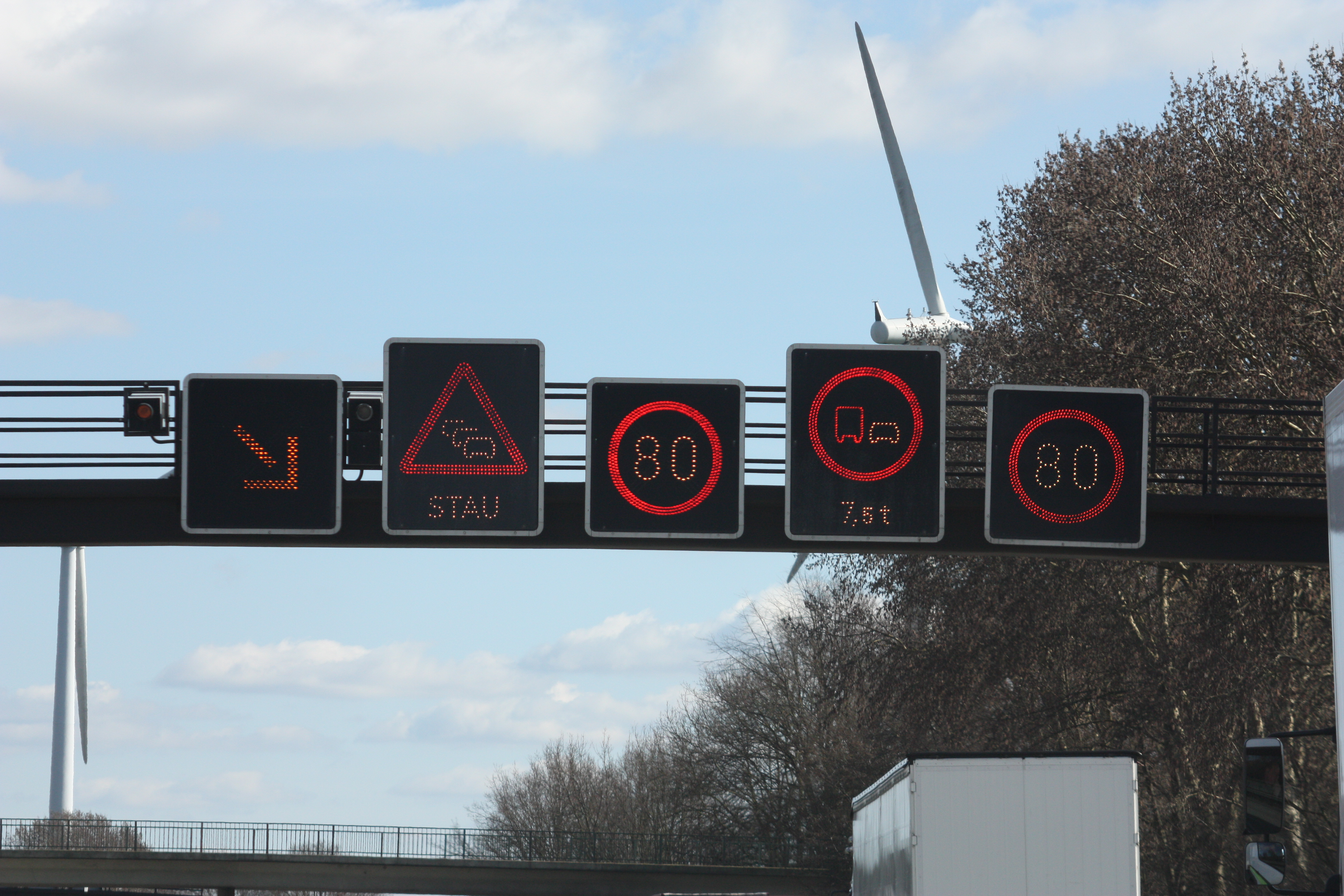
إشارات المرور الديناميكية على الطريق السريع

تم فرض بعض القيود للحد من التلوث والضوضاء. يمكن أيضًا وضع الحدود مؤقتًا من خلال أنظمة توجيه حركة المرور الديناميكية التي تعرض الرسالة وفقًا لذلك. أكثر من نصف الطول الإجمالي لشبكة أوتوبان الألمانية ليس له حد للسرعة، وحوالي الثلث لديه حد دائم، والأجزاء المتبقية لها حد مؤقت أو مشروط.
يمكن أن تصل بعض السيارات ذات المحركات القوية إلى سرعات تتجاوز . يلتزم كبار مصنعي السيارات الألمان، باستثناء شركة بورش، باتفاق للحد من السرعات القصوى لسياراتهم إلكترونيًا - باستثناء بعض طرازات أو محركات الفئة الأعلى - إلى 250 كيلومتر في الساعة (155 ميل/س). يمكن إلغاء تنشيط هذه المحددات، بحيث تصل سرعتها إلى 300 كيلومتر في الساعة (190 ميل/س). نظرًا لحركة المرور لا يمكن الوصول إلى هذه السرعات عمومًا إلا في أوقات معينة مثل ما بين الساعة 10 مساءً والساعة 6 صباحًا أو أيام الأحد (عندما يضطر سائقو الشاحنات للراحة بموجب القانون). علاوة على ذلك، هناك بعض أجزاء أوتوبان المعروفة بوجود حركة مرور خفيفة، مما يجعل هذه السرعات قابلة للتحقيق خلال معظم الأيام (خاصة بعض تلك الموجودة في ألمانيا الشرقية). تقع معظم الأجزاء غير المحددة بسرعة من الطريق السريع خارج المناطق المكتظة بالسكان.
لا يسمح للمركبات ذات السرعة القصوى الأقل من 60 كيلومتر في الساعة (37 ميل/س) (مثل المعدات الزراعية / البناء) باستخدام الأوتوبان، كما لا يسمح للدراجات النارية والدراجات البخارية ذات المحرك المنخفض بغض النظر عن السرعة القصوى (تنطبق أساسا على الدراجات التي عادة ما تقتصر على 25 كيلومتر في الساعة (16 ميل/س) أو 45 كيلومتر في الساعة (28 ميل/س). للامتثال لهذا الحد، غالبًا ما تتمتع الشاحنات الثقيلة في ألمانيا (مثل الرافعات المتحركة والناقلات وما إلى ذلك) بأقصى سرعة تصميم تبلغ 62 كيلومتر في الساعة (39 ميل/س) (يشار إليها عادةً بعلامة دائرية سوداء على أبيض عليها "62"). لا يوجد حد أدنى للسرعة، لكن لا يُسمح للسائقين بالسير بسرعة منخفضة بدون داعي، لأن هذا سيؤدي إلى اضطراب كبير في حركة المرور وزيادة خطر الاصطدام.

### بعد الحرب العالمية
في ديسمبر 1952، صوّت المجلس التشريعي لألمانيا الغربية على إلغاء جميع حدود السرعة الوطنية، واعتبرها آثارًا نازية.

## سلامة

### السلامة: المقارنة الدولية
ينشر عدد قليل من الدول سجل السلامة للطرق السريعة الخاصة بها؛ قدم المعهد الفيدرالي لبحوث الطرق السريعة  إحصائيات إيرتاد لعام 2012:
| دولي                       | موت لكل 1,000,000,000 مركبة · كم | موت لكل 1,000,000,000 مركبة · كم |
| بلد                        | كل الطرق                         | الطرق السريعة                    |
| -------------------------- | -------------------------------- | -------------------------------- |
| النمسا                     | 6.88                             | 1.73                             |
| بلجيكا                     | 7.67                             | 2.07                             |
| جمهورية التشيك             | 15.73                            | 2.85                             |
| الدنمارك                   | 3.40                             | 0.72                             |
| فنلندا                     | 4.70                             | 1.94                             |
| فرنسا                      |                                  | 1.70                             |
| ألمانيا                    | 5.00                             | 1.74                             |
| سلوفينيا                   | 7.77                             | 3.17                             |
| سويسرا                     | 5.60                             | 2.90                             |
| المملكة المتحدة            | 3.56                             | 1.16                             |
| الولايات المتحدة الأمريكية | 7.02                             | 3.38                             |

على سبيل المثال، شخص يسير سنويا 15,000 كيلومتر (9,300 ميل) على الطرق العادية و10,000 كيلومتر (6,200 ميل) على الطرق السريعة لديه فرصة تقريبًا 1 in 11,000 للموت في حادث سيارة على طريق ألماني في سنة معينة (1 in 57,000 على طريق أوتوبان)، مقارنة 1 in 3,800 في جمهورية التشيك، 1 in 17,000 في الدنمارك، أو 1 in 7,200 في الولايات المتحدة.
ومع ذلك، هناك العديد من الاختلافات بين البلدان في جغرافيتها واقتصادها ونمو حركة المرور وحجم نظام الطرق السريعة ودرجة التحضر وما إلى ذلك.
ينشر الاتحاد الأوروبي إحصائيات.
| الاتحاد الأوروبي | موت لكل 1000 كيلومتر على الطريق السريع | موت لكل 1000 كيلومتر على الطريق السريع |
| بلد              | 2014                                   | 2015                                   |
| ---------------- | -------------------------------------- | -------------------------------------- |
| إيطاليا          | 41.9                                   | 45.3                                   |
| ألمانيا          | 29.0                                   | 31.9                                   |
| فرنسا            | 19.0                                   | 25.7                                   |
| بلجيكا           | 61.3                                   | 61.3                                   |
| جمهورية التشيك   | 32.2                                   | 41.2                                   |
| الدنمارك         | 10.9                                   | 12.4                                   |
| اليونان          | 33.8                                   | 32.0                                   |
| إسبانيا          | 19.3                                   | 18.1                                   |
| النمسا           | 20.9                                   | 23.9                                   |
| البرتغال         | 16.3                                   | 20.4                                   |
| رومانيا          | 30.7                                   | 25.4                                   |
| المملكة المتحدة  | 25.5                                   | 29.5                                   |
| EU-28            | 25.0                                   | 27.3                                   |

## سرعات السفر
الحكومة الفيدرالية لا تقيس بانتظام أو تقدر سرعات السفر. قدمت إحدى الدراسات التي نشرت في مجلة هندسة النقل وجهة نظر تاريخية حول الزيادة في سرعات السفر على مدار عقد، كما هو مبين أدناه.
| المعلمات                  | عام                                | عام                                | عام                                |
| (للمركبات الخفيفة)        | 1982                               | 1987                               | 1992                               |
| ------------------------- | ---------------------------------- | ---------------------------------- | ---------------------------------- |
| متوسط (متوسط) السرعة      | 112.3 كيلومتر في الساعة (70 ميل/س) | 117.2 كيلومتر في الساعة (73 ميل/س) | 120.4 كيلومتر في الساعة (75 ميل/س) |
| 85 في المئة سرعة          | 139.2 كيلومتر في الساعة (86 ميل/س) | 145.1 كيلومتر في الساعة (90 ميل/س) | 148.2 كيلومتر في الساعة (92 ميل/س) |
| نسبة تتجاوز 130 كم / ساعة | 25.0٪                              | 31.3٪                              | 35.9٪                              |

## قوانين المرور

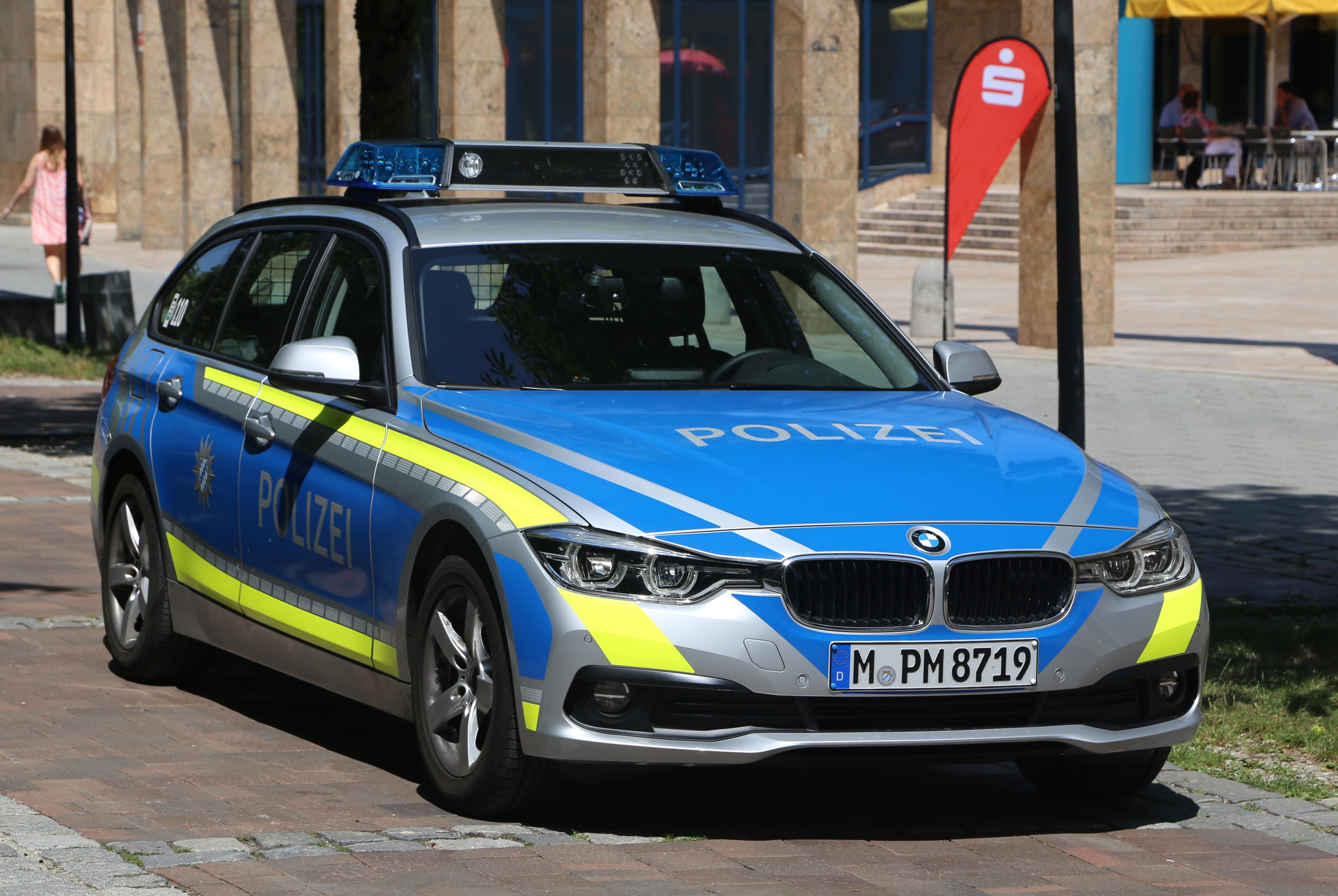
سيارة شرطة ألمانية (بافاريا، 2018)

يتم تنظيم القيادة في ألمانيا بواسطة Straßenverkehrs-Ordnung (أنظمة المرور على الطرق،  StVO). يتم إنفاذ القانون على طرق أوتوبان الفيدرالية من قبل دورية الطرق السريعة في كل ولاية (Autobahnpolizei)، وغالبًا ما تستخدم سيارات الشرطة والدراجات النارية غير المميزة، وعادة ما تكون مزودة بكاميرات مراقبة السرعة،  مما يسمح بتطبيق أسهل للقوانين.